# IOS 5
iOS 5 è la quinta versione del sistema operativo per dispositivi mobili iOS, sviluppato dalla Apple Inc. e successore di iOS 4. Tra le novità vi sono l'aggiunta del servizio iCloud, del Centro Notifiche, di nuove applicazioni, dell'aggiornamento software OTA (Over-The-Air) e molte altre. È stato annunciato alla Worldwide Developers Conference il 6 giugno 2011 ed è stato pubblicato il 12 ottobre dello stesso anno.

## Storia

### Introduzione e prima uscita
iOS 5 è stato annunciato il 6 giugno 2011, durante la WWDC annuale. Allo stesso evento, Apple ha presentato Mac OS X Lion e la nuova collezione di servizi Software as a service basati sul cloud computing, iCloud.
Il 4 ottobre 2011, Apple ha tenuto un evento all'Infinite Loop, la sua sede generale di Cupertino, in California. Questo evento era focalizzato sulla presentazione dell'iPhone 4S e del nuovo software Siri. È stata inoltre annunciata la data di uscita di iOS 5, il 12 ottobre dello stesso anno.
L'iPhone 4S è stato commercializzato con iOS 5 già installato, ma le unità più datate richiedevano di essere aggiornate attraverso iTunes. Quando l'aggiornamento è stato pubblicato, molti utenti ricevettero messaggi di errore subito dopo averlo scaricato e alcuni riscontrarono anche degli errori che segnalavano l'impossibilità di ripristinare il dispositivo. Si è dedotto che i server di Apple non fossero stati in grado di soddisfare la domanda dei download, causando il fallimento di quasi la metà delle prime richieste per l'aggiornamento.

### Aggiornamenti

#### 5.0.1
iOS 5.0.1 è uscito il 10 novembre 2011, come primo aggiornamento di iOS 5. È stato pubblicato principalmente per cercare di correggere i problemi della batteria dei dispositivi mobili. Il 12 dicembre 2011, l'aggiornamento è uscito per l'iPhone 4S.

#### 5.1
iOS 5.1 è uscito il 7 marzo 2012, con l'aggiunta del supporto all'iPad di terza generazione. È stato inoltre introdotto Siri in lingua giapponese, l'applicazione Fotocamera per l'iPad è stata ridisegnata, la dettatura vocale è stata migliorata, è stato aumentato il limite delle dimensioni in download di applicazioni sull'App Store e sono stati corretti diversi bug di sicurezza.

#### 5.1.1
iOS 5.1.1 è uscito il 7 maggio 2012. È l'ultima versione supportata dall'iPad di prima generazione e dall'iPod touch di terza generazione. Include la correzione di svariati errori e miglioramenti nell'affidabilità delle foto con modalità HDR attiva.

## Funzionalità

### Siri
Con iOS 5 è stato aggiunto Siri, l'assistente personale intelligente, presentato con l'iPhone 4S. Rimpiazza "Voice Control" nelle versioni precedenti di iOS, il quale era in grado di eseguire solo comandi basilari come, ad esempio, effettuare chiamate, annunciare che ore fossero, comporre un numero dettandolo e far partire una canzone. Utilizza un'interfaccia grafica semplice per eseguire compiti come rispondere a una domanda, fornire consigli, ecc. È possibile attivare Siri tenendo premuto il tasto Home. Inizialmente supportava solamente la lingua inglese, francese e tedesco.

### Notifiche
Le notifiche sono state notevolmente migliorate con iOS 5. Piuttosto che spuntare dallo schermo, bloccando qualunque cosa si stesse facendo in quel momento, vengono mostrate in un banner che appare nella parte superiore dello schermo. Le notifiche recenti possono essere visualizzate scorrendo verso il basso sullo schermo, facendo così scendere il Centro Notifiche. Gli utenti che preferiscono il vecchio sistema di notifiche possono riattivarlo tramite le impostazioni del telefono.

### iCloud
Con iOS 5 viene aggiunto, nel sistema operativo, il servizio di cloud computing di Apple, iCloud. Questa nuova funzionalità permette agli utenti di sincronizzare la musica, le foto, i video (e altro) tra tutti i dispositivi che lo supportano. A ogni utente vengono offerti 5 GB di spazio gratis, ma è possibile sincronizzare una quantità infinita di musica, applicazioni e libri.

### Foto e Fotocamera
iOS 5 permette di accedere all'applicazione tramite la schermata di blocco. Scorrendo dal basso verso l'alto l'icona della fotocamera nella schermata di blocco, l'utente può accedervi direttamente, senza né sbloccare il dispositivo né inserire il codice di sblocco. Per motivi di sicurezza, questa funzione permette solo di accedere all'applicazione Fotocamera e a nessun'altra funzione del dispositivo. Inizialmente, con iOS 5.0, per accedere a questa funzione era necessario premere due volte il tasto Home e successivamente premere un bottone apposito. Da iOS 5.1 è possibile invece accedervi tramite lo scorrimento dal basso verso l'alto.
Il bottone per alzare il volume, se premuto mentre si è nell'applicazione Fotocamera, permette di scattare una foto.

### Messaggi
iMessage, situato all'interno dell'applicazione Messaggi, permette, a chiunque l'abbia attivato, di inviare messaggi istantanei. Prima di iOS 5, l'applicazione Messaggi permetteva solo di inviare SMS e MMS.

### Emoji
A partire da iOS 5, la tastiera Emoji è presente in modo predefinito nel sistema operativo.
Per abilitare tale funzione, è necessario seguire il percorso indicato:
- Impostazioni > Generali > Tastiera
- Tastiere > Aggiungi nuova tastiera > Emoji[14]

### Mail
L'applicazione Mail include ora una formattazione del testo più ricca, controlli di indentazione migliorati, la possibilità di marchiare le email e di trascinare (e quindi copiare) gli indirizzi tra i campi "A", ""CC" e "BCC".

### Reminders
Reminders è un'applicazione che permette all'utente di creare varie liste, ad esempio una to-do list, con possibilità di ricevere una notifica di allerta. Le liste possono essere salvate sia sul Cloud che in locale.

### Edicola
Edicola non è un'applicazione vera e propria, ma in realtà è una cartella particolare. Quando avviata, mostra tutti i periodici ai quali l'utente si è iscritto, come i giornali e le riviste.

### Altre novità

#### Over-The-Air
iOS 5 offre al dispositivo la possibilità di sincronizzarsi con iTunes in modo del tutto wireless, senza quindi la necessità di essere connesso al computer. Sia l'attivazione di un nuovo dispositivo iOS che gli aggiornamenti possono essere effettuati tramite una rete wireless, in modalità OTA (Over-The-Air).

#### Integrazione con Twitter
iOS 5 permette l'integrazione del sistema operativo con Twitter. Gli utenti infatti possono accedervi attraverso le Impostazioni. Le foto possono essere "twittate" direttamente dall'applicazione Foto o Fotocamera e l'utente può persino "twittare" da Safari, YouTube o Google Maps. È anche possibile chiedere a Siri di "twittare" qualcosa.

#### Multitasking
Con iOS 5 è stato introdotto sull'iPad il multitasking. Permette di passare da un'applicazione a un'altra senza premere due volte il tasto Home o passare dalla schermata Home.

#### Musica e Video
L'applicazione iPod è stata rimpiazzata dalle applicazioni Musica e Video.

## Dispositivi supportati
Per la seconda volta, è stato interrotto il supporto ad alcuni dispositivi, precisamente all'iPhone 3G e all'iPod touch di seconda generazione.

### iPhone
- iPhone 3GS
- iPhone 4
- iPhone 4S

### iPod touch
- iPod touch (3ª generazione)
- iPod touch (4ª generazione)

### iPad
- iPad
- iPad 2
- iPad (terza generazione)

### Apple TV
- Apple TV (seconda generazione)
- Apple TV (terza generazione)

## Changelog ufficiale
Di seguito è riportato il changelog ufficiale di ogni versione:

### iOS 5.0[21]
- Notifiche
  - Visualizzazione centralizzata delle notifiche con Centro notifiche scorrendo dalla parte superiore di qualsiasi schermata
  - Nuove notifiche appaiono brevemente nella parte superiore dello schermo
  - Visualizzazione di notifiche dal blocco schermo
  - Passaggio diretto all'applicazione scorrendo verso destra l'icona dell'app notificata in blocco schermo
- iMessage
  - Invio e ricezione di messaggi di testo, foto e video illimitati con altri utenti iOS 5
  - Monitoraggio di messaggi con ricevute di invio e lettura
  - Messaggi di gruppo e crittografia sicura
  - Funzionamento su rete cellulare e Wi-Fi
- Edicola
  - Organizzazione automatica delle sottoscrizioni a riviste e giornali sulla schermata Home
  - Visualizzazione della copertina dell'ultimo numero
  - Download in background di nuovi numeri
- Promemoria per la gestione degli elenchi attività
  - Sincronizzazione con iCloud, iCal e Outlook
  - Promemoria basati sulla posizione quando si lascia o si arriva in una posizione per iPhone 4S e iPhone 4
- Supporto integrato di Twitter
  - Accesso unico in Impostazioni e invio di tweet direttamente da Fotocamera, Foto, Mappe, Safari e YouTube
  - Aggiunta della posizione a qualsiasi tweet
  - Visualizzazione di immagini profilo e nomi utente Twitter in Contatti
- Miglioramenti fotocamera per i dispositivi dotati di fotocamera
  - Accesso rapido alla fotocamera su iPhone 4S, iPhone 4, iPhone 3GS e iPod touch (4ª generazione) facendo doppio clic sul tasto Home quando il dispositivo è in blocca schermo
  - Pulsante Volume + per scattare una foto
  - Linee griglia opzionali per allineare istantanee
  - Esecuzione dello zoom avvicinando/allontanando due dita nella schermata anteprima
  - Scorrimento al rullino foto dalla schermata anteprima
  - Blocco del focus ed esposizione toccando e mantenendo premuto. iPad 2 e iPod touch (4ª generazione) supportano soltanto il blocco esposizione
- Miglioramenti delle foto per dispositivi dotati di fotocamera
  - Ritaglio e rotazione
  - Rimozione occhi rossi
  - Ottimizzazione con un solo tocco
  - Organizzazione di foto in album
- Miglioramenti di Mail
  - Formattazione testo utilizzando font in grassetto, corsivo o sottolineati
  - Controllo rientro
  - Riorganizzazione di nomi nei campi indirizzo trascinando
  - Contrassegno dei messaggi
  - Indicazione di massa di messaggi come contrassegnati, letti o non letti
  - Personalizzazione dell'audio avvisi di posta
  - S/MIME
- Miglioramenti di Calendario
  - Vista Anno su iPad e nuova vista Settimana per iPhone e iPod touch
  - Creazione di un evento con un tocco
  - Visualizzazione e aggiunta di allegati eventi
- Miglioramenti di Game Center
  - Utilizzo di foto personali per l'account Game Center
  - Confronto dei punteggi complessivi raggiunti con quelli degli amici
  - Nuove amicizie Game Center grazie alle raccomandazioni di amici e amici degli amici
  - Scoperta di nuovi giochi con consigli di giochi personalizzati
- AirPlay Mirroring per iPad 2 e iPhone 4S
- Gesti multitasking per iPad
  - Pizzicare con quattro o cinque dita per ritornare alla schermata Home
  - Scorrimento verso l'alto per rivelare la barra multitasking
  - Scorrimento a sinistra e a destra per passare da un'applicazione all'altra
- Impostazione, attivazione e configurazione sul dispositivo con Impostazione assistita
- Aggiornamenti software disponibili over-the-air senza collegamento al computer
- Supporto iCloud
  - iTunes nella nuvola
  - Streaming foto
  - Documenti nella nuvola
  - Download automatico di applicazioni e libri e cronologia degli acquisti
  - Backup
  - Contatti, Calendario e Mail
  - Trova il mio iPhone
- App Musica riprogettata appositamente per iPad
- Previsioni meteo orarie
- Quotazioni azionarie in tempo reale
- Sincronizzazione wireless con iTunes
- Miglioramenti della tastiera
  - Tastiera suddivisa per iPad
  - Accuratezza della correzione automatica migliorata
  - Input cinese e giapponese migliorato
  - Nuova tastiera Emoji
  - Dizionario personale per la correzione automatica
  - Creazione opzionale di abbreviazioni da tastiera per le parole utilizzate di frequente
- Miglioramenti dell'accessibilità
  - Opzione accensione del flash LED per chiamate in entrata e avvisi per iPhone 4S e iPhone 4
  - Pattern di vibrazione personalizzata per chiamate in entrata su iPhone
  - Nuova interfaccia per l'utilizzo di iOS con dispositivi di input per i disturbi della mobilità
  - Opzione di pronuncia di una selezione testo
  - Assegnazione di etichette a elementi personalizzati per VoiceOver
- Miglioramenti di Exchange ActiveSync
  - Sincronizzazione wireless delle attività
  - Indicazione messaggi come contrassegnati, letti o non letti
  - Supporto offline migliorato
  - Salvataggio di un nuovo contatto da un servizio GAL
- Più di 1500 nuove API per sviluppatori
- Correzioni di problemi

### 5.0.1[22]
- Correzione di problemi relativi alla durata della batteria
- Aggiunta di gesti multitasking all'iPad originale
- Risoluzione di problemi relativi ai documenti nella nuvola
- Riconoscimento vocale migliorato per gli utenti australiani che utilizzano la dettatura

Il 15 dicembre 2011, Apple distribuisce una versione aggiornata di iOS 5.0.1 per l'iPhone 4S, la quale risolve alcuni problemi di lettura della SIM.

### 5.1[23]
- Supporto della lingua giapponese per Siri (la cui disponibilità potrebbe essere limitata durante il lancio iniziale)
- Ora è possibile eliminare le foto dallo streaming foto
- La scorciatoia per la fotocamera è sempre visibile sul blocca schermo di iPhone 4S, iPhone 4, iPhone 3GS e iPod touch (4ª generazione)
- Ora il rilevamento del volto della fotocamera evidenzia tutti i volti individuati
- Applicazione Fotocamera riprogettata per iPad
- Mix e playlist Genius per gli abbonati a iTunes Match
- Ottimizzazione della qualità audio di programmi TV e film su iPad con suoni più intensi e più chiari
- Controlli podcast per la velocità di riproduzione e il riavvolgimento di 30 secondi per iPad
- Correzione di problemi relativi alla durata della batteria
- Risoluzione di un problema che provocava talvolta l'abbassamento dell'audio durante le chiamate in uscita

### 5.1.1[24]
- Miglioramento dell'affidabilità relativa all'utilizzo dell'opzione HDR per foto scattate direttamente dal "Blocco schermo"
- Correzione di errori che potevano impedire al nuovo iPad di passare dal network 2G al network 3G e viceversa
- Correzione di errori che compromettevano la riproduzione di video AirPlay in alcune circostanze
- Affidabilità migliorata per la sincronizzazione dei preferiti ed Elenco lettura di Safari
- Risoluzione di un problema per il quale veniva visualizzato l'avviso "Impossibile acquistare", in seguito a un acquisto effettuato correttamente